# Ryō Mizuno (Autor)

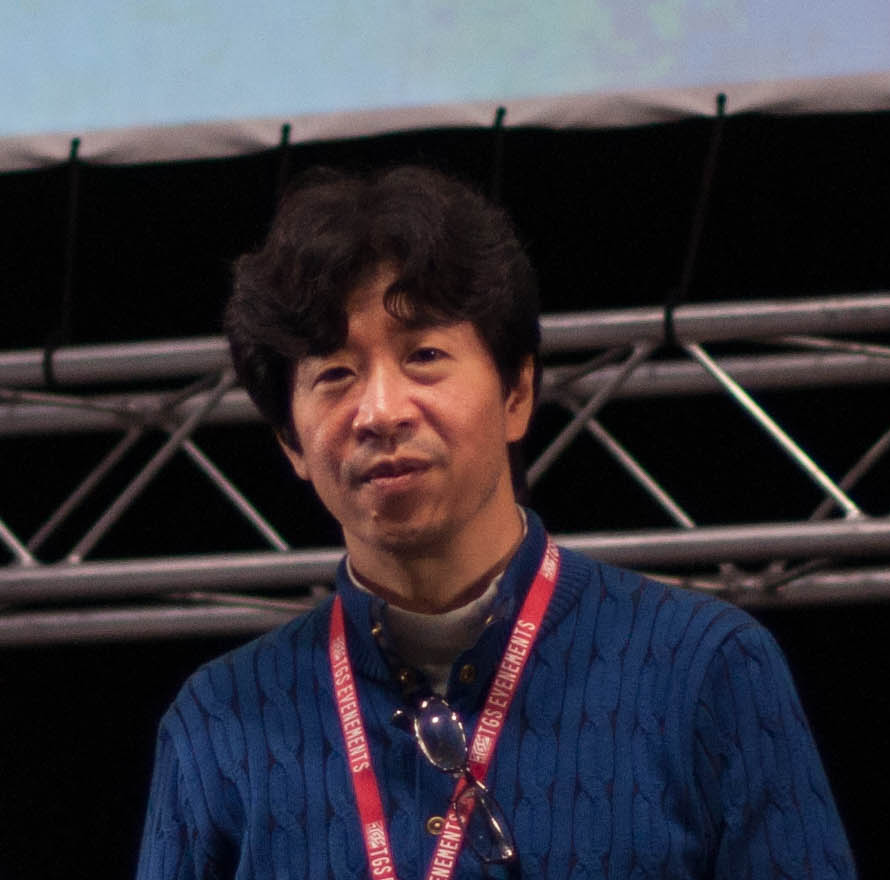
Ryō Mizuno, 2014

Ryō Mizuno (jap. 水野 良, Mizuno Ryō; * 13. Juli 1963 in der Präfektur Osaka) ist ein japanischer Autor, der in der weltweiten Manga- und Anime-Szene vor allem bekannt ist durch die von ihm entwickelte Fantasy-Saga Record of Lodoss War.
Er schrieb die ursprünglichen Romane und Manga (angeblich nach Aufzeichnungen, die er sich während eines Rollenspiels mit Freunden machte) und arbeitete auch an den Verfilmungen mit.

## Biografie
Mizuno besitzt einen Abschluss an der Fakultät für Rechtswissenschaften der Ritsumeikan-Universität. 1987 war er eines der Gründungsmitglieder von Group SNE, die Rollen-, Brett- und Kartenspiele herstellen. 1988 hatte er sein Romandebüt mit Rōdosu-tō Senki: Haiiro no majo. Dieses verkaufte sich mehr als eine Million Mal und hatte damit wesentlichen Einfluss auf Fantasy-Light-Novels. Die gesamte Romanreihe (Rōdosu-tō Senki, Rōdosu-tō Densetsu und Shin Rōdosu-tō Senki) verkaufte sich bis 2005 mehr als 10 Millionen Mal.

## Werk

### Romane
- Rōdosu-tō Senki (Record of Lodoss War, 9 Bände, 1988–1998)
- Rōdosu-tō Densetsu (Legend of Lodoss, 5 Bände, 1994–2002)
- Shin Rōdosu-tō Senki (8 Bände, 1998–2006)
- Akuma ga sasayaku (1995) in der Yōmayakō-Reihe
- Mahō Senshi Riui (Rune Soldier, 18 Bände, 1997–2007)
- Legend of Crystania (4 Bände, 1993–1996)
- Starship Operators (6 Bände, 2001–2005)
- Galaxy Angel (2 Bände, 2002/2006)
- Blade Line: Aeshia Kenseiki (5 Bände, 2009–2011)
- Grancrest Senki (bisher 8 Bände, seit 2013)

### Kurzgeschichtensammlungen
- Rōdosu-tō Densetsu (2 Bände, 1996/2000)
- 7 Bände in der Reihe Sword World Tampen-shū
- Legend of Crystania (2 Bände, 1995/1997)

### Pen-&-Paper-Rollenspiele
- Sword World RPG
- Rōdosu-tō Senki Companion
- Crystania Companion
- Crystania RPG

### Andere
- Louie the Rune Soldier (Manga): Text
- Galaxy Angel Parody (Manga): Text
- Record of Lodoss War: Die Chroniken von Flaim (Manga): Text
- Record of Lodoss War: Chronicles of the Heroic Knight (TV): Idee
- Record of Lodoss War: Deedlit (Manga): Text
- Record of Lodoss War: Lady von Pharis (Manga): Text